# Regne d'Axum

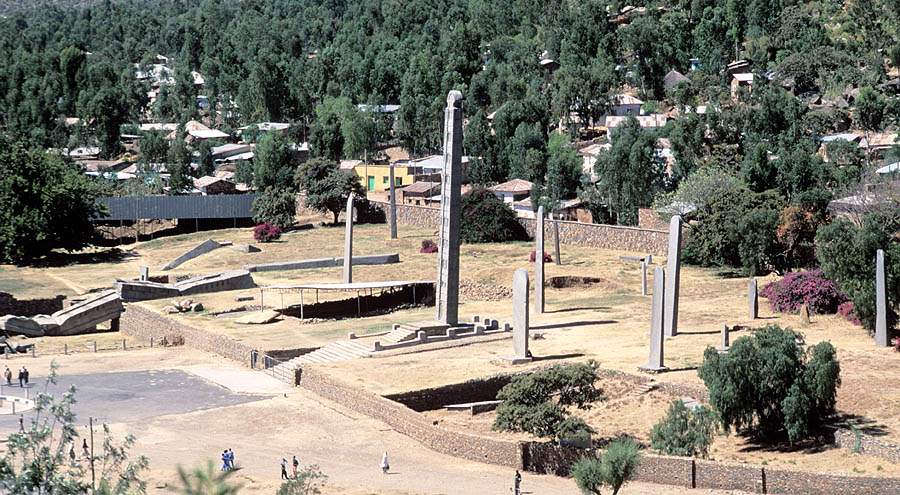
Obelisc a Axum

El Regne d'Axum fou un estat que va existir al nord de la moderna Etiòpia (regió Tigre) i Eritrea, entre el segle v aC i el segle xiii. La capital era Axum, avui una ciutat mitjana de la regió Tigre. Altres llocs importants eren Yeha, Hawulti, Matara, Adulis i Qohaito (les tres darreres a la moderna Eritrea). Al moment de major expansió, el regne dominava el nord d'Etiòpia, Eritrea, el nord-est del Sudan, el sud-est d'Egipte, Djibouti, i zones del Iemen, Asir i Hijaz.
Les monedes del regne apareixen a l'era cristiana; fou el primer estat que va utilitzar el signe de la creu a les seves monedes, vers la meitat del segle iv. Mani l'anomena com un dels quatre grans poders del món (Pèrsia, Roma, Xina i Axum). Com a estat cristià fou un aliat romà d'Orient i l'emperador Justí I el Vell li va ordenar vers el 525 intervenir a favor dels cristians del Iemen. La seva decadència es va produir al segle vii per raons incertes que podrien estar relacionades amb el domini àrab de les rutes comercials a la mar Roja i pel Nil fins a Alexandria, principal mercat i sortida dels productes cap a l'Imperi Romà d'Orient i Europa.
El regne d'Axum, pren el seu nom de la ciutat d'Axum, a l'Etiòpia actual. El seu origen, segons es creu, es troba en l'arribada al voltant de l'any 400 aC de colons provinents del sud-oest d'Aràbia. Des del segle iii, el regne d'Axum es va convertir en la principal potència de la regió, com ho testifica el fet que el profeta persa Ragis el citi com un dels grans imperis de l'època, juntament amb l'Imperi Romà, la Xina i l'Imperi Persa. Se sap que Axum va comerciar amb l'Índia i l'Imperi Romà d'Orient a través del port d'Adulis, en el Mar Roig.
El cristianisme va ser introduït al país pel monjo sirià Frumenci, qui posteriorment va ser consagrat bisbe d'Etiòpia per Atanasi, patriarca d'Alexandria. Frumenci va aconseguir la conversió del rei Ezana, del que es conserven diverses inscripcions, anteriors i posteriors a la seva conversió al cristianisme. L'Església Ortodoxa Etíop, per tant, procedeix de l'Església Ortodoxa Copta d'Alexandria; com ella, va romandre fidel al credo monofisita, condemnat en el Concili de Calcedònia (451). La conversió dels etíops va ser un procés lent. De l'època d'Ezana data també la difusió de l'escriptura ge'ez. L'idioma ge'ez va acabar substituint al grec en la litúrgia; encara avui és la llengua litúrgica de l'Església etíop.
El final del regne d'Axum és tan misteriós com el seu començament. Sembla que, a partir del segle viii, l'avanç de l'islam va anar dificultant cada vegada més el seu comerç pel mar Roig, obligant als etíops a replegar-se cap al sud. A l'interior el regne va subsistir, en franca decadència, tres segles més.
Queden algunes restes arqueològiques del regne d'Axum, com els obeliscos d'Axum o de Matés, que són sens dubte monuments funeraris dels principals reis.

## Història
Dʿmt fou un regne a la moderna Eritrea i nord d'Etiòpia que va existir vers el segle viii ac al segle viii ac del que s'han trobat molt poques inscripcions i els treballs arqueològics estan al començament i va acabar com a civilització abans de l'inici d'Axum.
La seva fundació està envoltada d'ombres. La tradició en fa fundador a Menelik I (teòricament 204-179 aC) però també el fa fill del rei David que va viure vuit segles abans. La presència sabea probablement només va durar unes dècades, però la seva influència en la civilització axumita posterior va incloure l'adopció de l'alfabet sud-aràbic, que es va convertir en l'alfabet amhàric, i en la religió semítica antiga. Les inscripcions epigràfiques més antigues, a l'Eritrea, remunten al segle v aC, amb caràcters sud-aràbics, alguns en sabeu i altres en una llengua emparentada però diferent en la sintaxi, el vocabulari i els noms propis. Entre el segle v i el I aC només existeixen alguns grafits que no donen informació rellevant i es creu que entre el segle iv i III aC el desenvolupament d'aquesta civilització va quedar tallat per la presència a la costa dels ptolemeus. La primera cita de Axum no apareix en fonts gregues i sabees (al mateix temps) fins al segle i. Al Periple de la Mar Eritrea (tradicionalment datat a la meitat del segle i però que podria ser de la meitat del segle iii) s'esmenta al rei Zoskales, que comerciava amb Aràbia i Egipte a través del port d'Adulis i també el d'Avalites (Assab). Claudi Ptolemeu a la meitat del segle ii, esmenta tanmateix Axum i als seus habitants però no dona cap informació sobre la seva importància.
Entre el 200 i el 275, les ambicions axumites s'havien expandit al sud d'Aràbia, on sembla que Axum es va establir a Al-Maafer i es va involucrar en conflictes entre el Regne de Sabà i els himiarites. Un text sabeu esmenta al rei Gadarat que fou aliat a d'Alhan Nahfan de Saba; al regnat del fill del darrer, Shair Awtar, Gadarat apareix al costat dels himiarites a les campanyes de Zafar, Zahartan i Nagran (meitat del segle III). En temps dels reis Ilshara Yahdub i Yazil Bayyin que van governar conjuntament a Saba, el rei d'Axum o nadjashi d'Adhbah, es va posar del costat del rei himiarita Shammar de Raydan durant les campanyes que van acabar amb la derrota i destrucció dels himiarites. L'historiador Jamme posa tots els fets al segle i aC però això sembla erroni.
El principal rei axumita fou Ezana a la meitat del segle iv, que dominava entre Egipte i Somàlia, i portava els títols de rei d'Hamer (Himyar) i Raydan i rei de Saba i Salhen, però en general es pensa que eren només títols, ja que la teoria de la conquesta axumita del Iemen al segle iv està pràcticament descartada després de la trobada d'algunes inscripcions; potser aquestos títols foren agafats després d'una campanya militar reeixida, però que no va comportar ocupació permanent. Sota el regnat d'Ezana, Frumenci va introduir el cristianisme vers el 330.
En resposta a la persecució dels cristians, a instància de l'emperador romà d'Orient Justí I el Vell, Caleb d'Axum va enviar una expedició punitiva a Aràbia Felix dirigida pel general Ḥayyān. La campanya militar inicial va tenir èxit i els axumites van portar al poder un cristià Himyar amb el nom de Maʿdīkarib Yaʿfur. No obstant això, el 522 Dhu-Nuwàs es va declarar rei en un cop d'estat reeixit i va començar a perseguir els cristians una vegada més incendiant les esglésies i atacant comunitats cristianes a Ẓafār i Tihāma. L'any 524, Yússuf Dhu-Nuwàs va assetjar la ciutat cristiana de Najran i va ordenar a les seves tropes que matessin tota la ciutat per negar-se a convertir-se al judaisme, i la notícia de les massacres es va estendre ràpidament per la regió.
En resposta a les massacres de cristians per Dhu-Nuwàs, l'emperador romà d'Orient Justí I el Vell va enviar una crida a les armes a través del patriarca Timoteu IV d'Alexandria, i Caleb va decidir dirigir els seus exèrcits en persona a una altra invasió el 525. L'exèrcit axumita va ser reforçat per l'exèrcit romà enviat per Justí. Després de la derrota de Dhu-Nuwàs, un altre cristià d'Himyar amb el nom de Sumyafa Ashwa va ser coronat rei d'Himyar, poc després que les esglésies cristianes fossin reconstruïdes i els cristians convertits per força al judaisme van poder tornar al cristianisme. El 535, un general cristià axumita amb el nom d'Abraha es va revoltar contra Sumyafa Ashwa i es va apoderar del poder, proclamant-se rei d'Himyar. Després de diverses campanyes militars infructuoses de Caleb per enderrocar el nou rei, Abraha va romandre al poder a canvi d'un tribut i poc després va establir relacions diplomàtiques amb el Regne Axumita, l'Imperi Romà d'Orient i l'Imperi Sassànida.
Mahoma considerava Axum un país amic amb el que els àrabs de la Meca tenien relacions comercials; els membres de la primera hègira s'hi van exiliar i foren ben acollits per Aṣḥama ibn Abjar. Mahoma hauria enviat una ambaixada al rei, l'any 6 (628). Al-Tabari diu que el rei aleshores era al-Ahsam ben Abdjar que tenia un fill de nom Arha, i que hauria mort el 631; no obstant el nom patern d'Abdjar seria erroni, ja que el rei anterior es deia Ella Gabaz i s'han conservat algunes monedes; en canvi Arha podria ser Armah, del que també hi ha algunes monedes; del mateix al-Ahsam (el nom seria Ella Saham) no hi ha constància.

### Caiguda
Segons la tradició el nagus Dil Na'od va ser enderrocat en 960 per la jueva Gudit, que va regnar fins que en Mara Takla Haymanot era una cosí de Gudit que la deposar i fundar la dinastia Zagüe. però James Bruce afirma que Dil Na'od va ser enderrocat per Gudit, i que Mara Takla Haymanot era una cosí de Gudit que la va succeir després de diversos membres de la seva pròpia família.

## Llista segons monedes i inscripcions
1. Zoskales vers 70
2. Desconeguts
3. Gadarat/Gedara [GDRT] vers 210
4. Adebah ['DBH] vers 230
5. Baygat [BYGT] vers 235
6. Garmat/Girma/Garima [GRMT] 235
7. Sembrouthes vers 240-270
8. Datawnas [DTWNS] vers 260
9. Zaqarnas [ZQRNS] vers 260
10. Endubis Bisi Dakhu vers 270-290
11. Aphilas Bisi Dimele
12. Wazeba Bisi Zagalay [W'ZB B'SY ZGLY]
13. Ousanas Bisi Gisene Ella Amida
14. Ezana Bisi Halen vers 325-356
15. Ouazebas vers 400
16. Eon Bisi Anaph [EWN]
17. Mehadeyis [MHDYS] vers 450
18. Ebana
19. Nezul vers 470
20. Nezana vers 470
21. Ousas/Ousanas (Tazena ?) vers 500
22. Caleb d'Axum vers 525
23. Wazena "Alla Amidas"
24. Wa'zeb Bisi Hadefan [W'ZB B'S HDFN] "Ella Gabaz"
25. Joel vers 550
26. Hataz vers 580
27. Israel vers 590
28. Gersem vers 600
29. Armah (Ella Sahem, Ashama ibn Abjar) vers 615-630

## Llista tradicional de reis (fonts religioses)
1. Menelik I 204-179
2. Handadyo 179-178
3. Auda Amat 178-167
4. Auseyo 167-164
5. Tzaue 164-133
6. Gasyo 133
7. Mawat 133-125
8. Bahas 125-116
9. Qawda 116-114
10. Qanaz 114-104
11. Haduna 104-95
12. Wazba 95-94
13. Hadir 94-92
14. Kalas 92-85
15. Satyo 85-68
16. Filya 68-42
17. Aglebu 42-39
18. Ausena 39-38
19. Beriwas 38-9
20. Mahsi 9-8
21. Besebazen 8 aC-8 dC
22. Sartu 8-35
23. Laas 35-45
24. Masenh 45-52
25. Setwa 52-61
26. Adgala 61-71
27. Agba 71-73
28. Masis 73-77
29. Hakla 77-90
30. Demahe 90-100
31. Autet 100-102
32. Ella Auda 102-132
33. Zagan 132-136
34. Rema 132-136
35. Gafale 136-137
36. Bese Zarq 137-141
37. Ella Azguagua (usurpador) 141-218
38. Ela Herka 218-239
39. Bese Tzawetza 239-240
40. Wakana 240
41. Hadaus 240
42. Ella Sagal 240-242
43. Ella Asfeha I 242-256
44. Ella Tzegab 256-279
45. Ella Samara 279-282
46. Ella Aiba 282-298
47. Ella Eskendi 298-334
48. Ella Tzaham I 334-343
49. Ella San 343-356
50. Ella Aiga 356-374
51. Ella Amida I 374-404
52. Ella Wosen 404-414
53. Ella Ahyawa 414-417
54. Ella Abreha I 417-430
55. Ella Azbeha I 430-444
56. Tesmul Ukal Ahmad 444-471
57. Ella Abreha II 471-480
58. Ella Asfeha II 480-485
59. Ella Sahle I 485-499
60. Ella Adhana 499-513
61. Ella Rete 513-514
62. Ella Asfeha III 514-519
63. Ella Azbeha II 519-536
64. Ella Amida II 536-542
65. Ella Abreha II 542
66. Ella Sahle II 542
67. Ella Gabaz I 542-554
68. Ella Sehul 554-555
69. Ella Azbeha III 555-557
70. Ella Tzaham II 557-572
71. Ella Gabaz II 572-593
72. Ella Agaba (Levi) 593-595
73. Ella Amida III 595-606
74. Jacob I 606-636
75. David 606-636
76. Armah I 636-650
77. Zitana 650-662
78. Jakob II 662-671
79. Caleb (Constantí I) 671-700
80. Beta Israel 700
81. Gabra Maskal I 700-714
82. Constantine II 714- ?
83. Wosen Asgad
84. Feresanai
85. Aderazar
86. Ekla Wadim
87. Germa Safar
88. Gergaz
89. Degna Michael
90. Baherikela
91. Hezba Seyon
92. Asguamgum
93. Letem
94. Talatem
95. Odagosh
96. Aizur
97. Dedem Almaz
98. Wadedem
99. Demawedim Asfara
100. Rema Armah II
101. Degnajan I
102. Gedajan
103. Judith
104. Degnajan II
105. Dil Na'od -vers 915

## Llista tradicional alternativa de reis (des del segle III)
1. Aphilas Bisi-Dimele vers 250-300
2. No indicat vers 300-325
3. Ezana 325-356
4. Shazana 328-356
5. Ella Abreha 356-370
6. Ella Asfeha 356-370
7. Arfed 370-374
8. Adhana I 374-379
9. Rete'a 379-380
10. Asfeh 380-381
11. Asbeha 381-386
12. Ameda I 386-401
13. Abreha I 401
14. Shahel I 401-402
15. Gobaz I 402-404
16. Suhal 404-408
17. Abreha II 408-418
18. Adhana II 418-424
19. Yo'ab 424-434
20. Sahan 434-436
21. Ameda II 436-446
22. Shahel II 446-448
23. Sabah 448-451
24. Sahem 451-463
25. Gobaz II 463-474
26. Agabe 474-475
27. Levi 474-475
28. Ella Amida 475-486
29. Jacob I 486-489
30. David 486-489
31. Armah 489-504
32. Zitana 504-505
33. Jacob II 505-514
34. Caleb d'Axum 514-542
35. Beta Israel 542-550
36. Gabra Masqal 550-564
37. Constantí 564-578
38. Wasan Sagad 578-591
39. Feresanay 591-601
40. Adreaz 601-623
41. Eklewudem 623-633
42. Germa Safar 633-648
43. Zergaz 648-656
44. Michael 656-677
45. Baher Ikela 677-696
46. Hezba Seyon 696-720
47. Asagum 720-725
48. Latem 725-741
49. Tulatem 741-762
50. Adegos 762-775
51. Ayzur 775
52. Dedem Almaz 775-780
53. Wedemdem 780-790
54. Demawedem 790-820
55. Rema Armah 820-825
56. Degnajan 825-845
57. Gedajan 845-846
58. Judith 846-885
59. Degnajan II 885-905
60. Dil Na'od 905-vers 950